# 博佐莱
博佐莱（義大利語：Bozzole），是意大利亚历山德里亚省的一个市镇。总面积9.42平方公里，人口329人，人口密度34.9人/平方公里（2009年）。ISTAT代码为006023。